# Gare d'Irun
Ne doit pas être confondu avec Gare d'Irun Colon, Gare d'Irun Ficoba ou Gare de Ventas de Irun.
La gare d'Irun est une gare ferroviaire espagnole, située à Irun (Guipuscoa, Pays basque).

## Situation ferroviaire
La gare d'Irun se trouve à l'extrémité sud de la ligne de Bordeaux-Saint-Jean à Irun, au point kilométrique 235,063 ainsi qu'au nord de la ligne de Madrid à Hendaye au point kilométrique 639,402.
Elle est une gare internationale (ou gare frontière). Du fait de la différence d'écartement des rails entre les réseaux français (1 435 mm) et espagnol (1 668 mm), tous les trains marquent un arrêt dans le complexe frontalier pour changer les essieux des wagons (ne concerne que le fret). Ainsi, elle est exploitée conjointement avec la gare d'Hendaye (de l'autre côté de la Bidassoa), qui est le terminus des trains venant d'Espagne et du Portugal. Ces deux gares sont reliées par un pont, sur lequel se trouvent des voies à deux écartements différents : voie normale et voie large ibérique.

## Histoire
En décembre 2017, la liaison quotidienne directe en TGV depuis Paris-Montparnasse est supprimée et est limitée à Hendaye,.

## Service des voyageurs

### Desserte
La gare est desservie par des trains de la Renfe, mais également par ceux de la ligne Bilbao – Hendaye (El Topo) du réseau basque EuskoTren.

### Intermodalité
La gare est un arrêt de plusieurs lignes d'autocars nationales. Elle est également en correspondance avec la gare d'Irun Colon, desservie par les trains de la ligne E2 du réseau de trains métriques basques EuskoTren.